# Gandzak
Gandzak (en arménien Գանձակ ; anciennement Kyosamamed puis Batikian) est une communauté rurale du marz de Gegharkunik, en Arménie. Elle compte 4 145 habitants en 2008.